# Conspiracy (film, 1930)
Pour les articles homonymes, voir Conspiracy.
Conspiracy est un film américain réalisé par Christy Cabanne, produit et distribué par RKO Pictures et sorti en 1930.
C'est un remake d'un film de Henry MacRae sorti en 1916.

## Synopsis
Après le meurtre de leur père, Margaret et Victor Holt se consacrent à la lutte contre le gang de trafiquants de drogue responsable de sa mort. Victor s'élève dans la société jusqu'à devenir avocat au bureau du procureur du district, tandis que sa sœur finit par devenir la secrétaire de James Morton, le chef du réseau de trafiquants. Lorsque Morton découvre la véritable identité de Margaret, il met au point un complot pour attirer son frère dans un piège et le tuer.
Margaret découvre quelles sont ses véritables intentions et se précipite pour sauver son frère. Dans la mêlée qui s'ensuit, elle tue Morton en tentant de sauver Victor, qui semble lui aussi avoir été tué. Craignant d'être condamnée pour meurtre, elle prend la fuite. Dans sa cachette, elle se lie d'amitié avec un auteur de romans policiers, Winthrop Clavering et un journaliste, John Howell. La vérité sur le meurtre est révélée et on découvre que Victor n'a pas été tué mais qu'il est retenu prisonnier par le réseau de trafiquants.
Victor est sauvé, et Margaret et John développent une relation romantique.

## Fiche technique
- Réalisation : Christy Cabanne
- Scénario : Beulah Marie Dix, adapté de la pièce The Conspiracy de Robert B. Baker et John Emerson
- Producteur : William LeBaron
- Production : RKO Pictures
- Photographie : Nicholas Musuraca
- Montage : Arthur Roberts
- Pays de production :  États-Unis
- Durée : 69 minutes
- Date de sortie :
  - États-Unis : 10 août 1930

## Distribution
- Bessie Love : Margaret Holt
- Ned Sparks : Winthrop Clavering
- Hugh Trevor : John Howell
- Rita La Roy : Nita Strong
- Ivan Lebedeff : Butch Miller
- Gertrude Howard : Martha
- Otto Matieson : James Morton/Marko
- Jane Keckley : Rose Towne
- Donald MacKenzie : Captain McLeod
- George Irving : Mark Holt
- Bert Moorehouse : Victor Holt
- Walter Long : Weinberg